# كارمين كيرتز
كارمين كيرتز (بالإسبانية: Carmen Kurtz)‏ هي كاتبة للأطفال وكاتِبة إسبانية، ولدت في 18 سبتمبر 1911 في برشلونة في إسبانيا، وتوفي بنفس المكان في 5 فبراير 1999.